# 丹羽駅

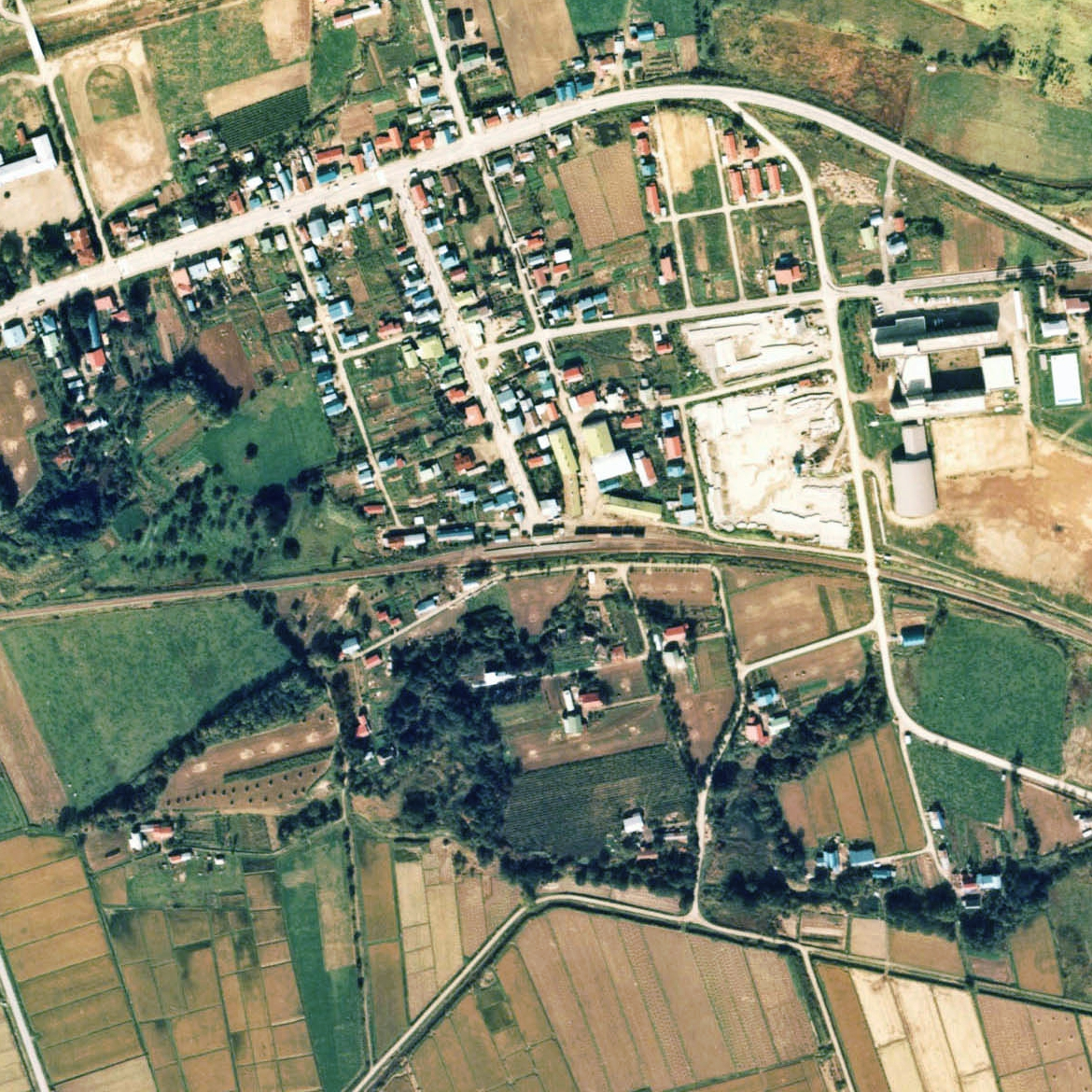
1976年の丹羽駅と周囲約750m範囲。左が瀬棚方面。

丹羽駅（にわえき）は、北海道瀬棚郡北檜山町字丹羽（現・久遠郡せたな町）にあった日本国有鉄道（国鉄）瀬棚線の駅（廃駅）である。電報略号はニハ。事務管理コードは▲141607。1984年（昭和59年）まで運行されていた急行「せたな」の停車駅であった。

## 歴史
- 1932年（昭和7年）11月1日 - 鉄道省瀬棚線今金駅 - 瀬棚駅間開通（全通）に伴い開業（一般駅）[2][3]。
- 1979年（昭和54年）3月10日 - 貨物取扱い廃止[4]。
- 1984年（昭和59年）2月1日 - 荷物取扱い廃止[5]。
- 1987年（昭和62年）3月16日 - 瀬棚線の廃線に伴い廃止となる[4]。

### 駅名の由来
所在地名より。当地には1892年（明治25年）に福島県会津若松から元会津藩士丹羽五郎（安土桃山時代の武将・丹羽長秀後裔）ら12戸が入植した。地名は丹羽の功績を伝えるため命名された。

## 駅構造
廃止時点で、単式ホーム1面1線を有する地上駅であった。ホームは線路の北側（瀬棚方面に向かって右手側）に存在した。かつては島式ホーム1面2線を有していた。
日交観北海道に委託する職員配置駅で、駅舎は構内の北側（瀬棚方面に向かって右側）に位置しホームから少し離れた場所にあった。花石駅とほぼ同型の建物であった。

## 利用状況
- 1981年度の1日乗降客数は734人[7]。

## 駅周辺
- 北海道道677号小倉山丹羽停車場線
- 丹羽郵便局
- 北海道檜山北高等学校
- 玉川公園 - 駅から北に約2km。会津白虎隊に因んだ碑が19基設置されている[7]。
- 後志利別川
- 函館バス「玉川公園前」停留所

## 駅跡
2000年（平成12年）時点で空き地となっているが、駅周辺の農業倉庫は残る。2010年（平成22年）時点でも同様であった。また「37 1/2」のキロポストが残存していた、2011年（平成23年）時点でも同様で、駅前商店が閉店して残っていた。

## 隣の駅
日本国有鉄道
瀬棚線
神丘駅 -　丹羽駅 - 北檜山駅